# Du'aine Ladejo
Du'aine Ladejo, född 14 februari 1971 i Paddington (London), England, brittisk friidrottare, (400-meterslöpare). 
Ladejo besegrade överraskande landsmannen Roger Black i EM-finalen över 400 meter i Helsingfors 1994. Ladejo klockades för tiden 45,09, att jämföras med Blacks 45,20 och bronsmannen, schweizaren Matthias Rusterholtzs 45,96. Ladejo ingick vid samma mästerskap i det brittiska laget på 4x400 meter (tillsammans med David McKenzie, Brian Whittle och Roger Black). Även där blev det guld efter att laget sprungit på tiden 2.59,13. Vid Inomhus-EM i Stockholm 1996 vann Ladejo en överlägsen seger (46,12) före fransmannen Hilaire och italienaren Saber. Ladejos personbästa noterade han i Birmingham 16 juni 1996 då han sprang på 44,66 sek.

## Meriter
- Europamästare 1994 på 400 meter och 4x400 meter
- Europamästare 1996 på 400 meter